# Sirkka-Liisa Konttinen

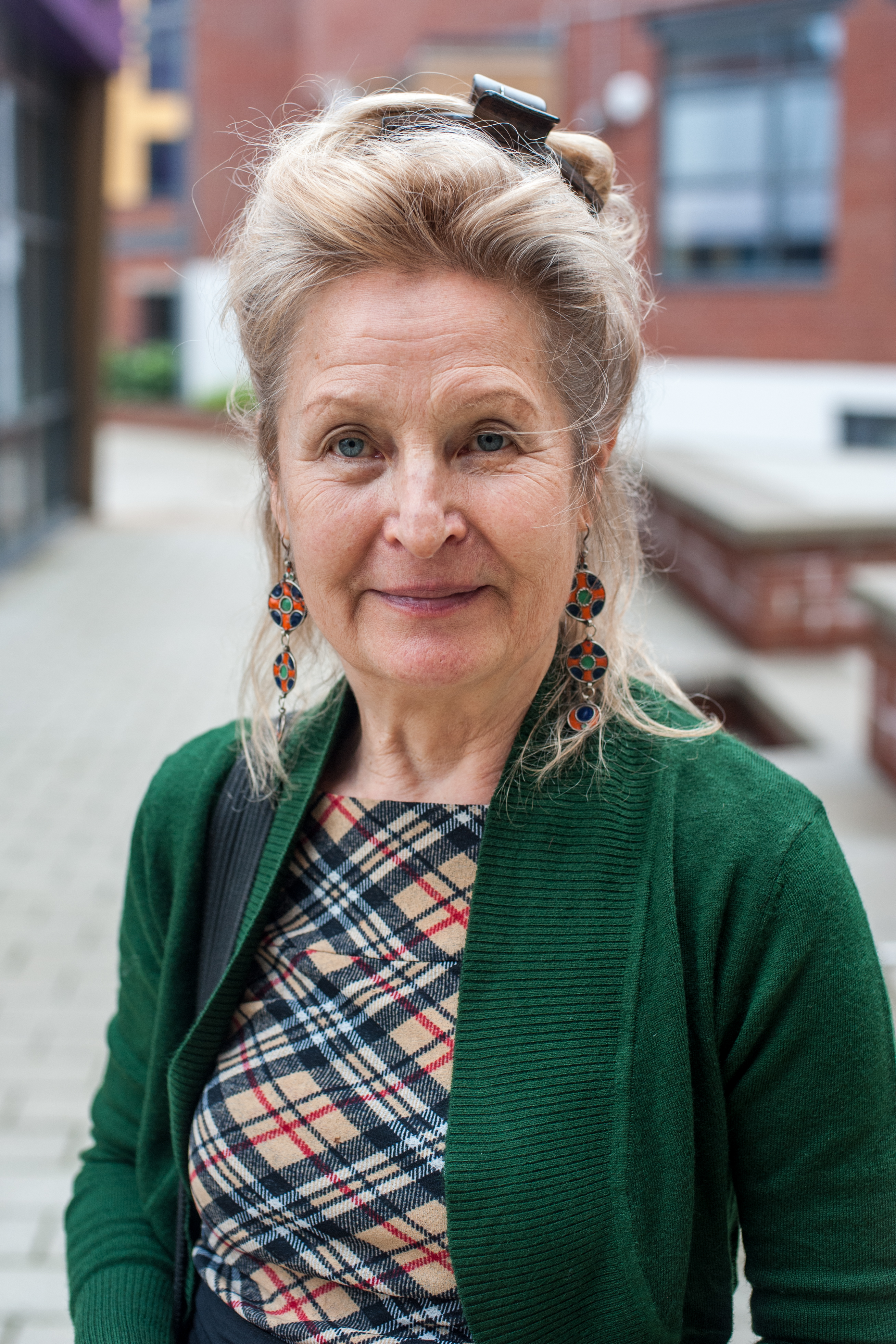
Sirkka-Liisa Konttinen, 2018.

Sirkka-Liisa Konttinen, född 1948 i Myllykoski i Kouvola stad, är en finländsk-brittisk fotograf.
Sirkka-Liisa Konttinen växte upp i en bruksort med en massa- och pappersfabrik. Hon började fotografera vid tolv års ålder och såg vid 14-15 års ålder ett TV-program om dokumentärfotografer som inspirerade henne till sin framtida yrkesinriktning. Hon var lärling hos en modefotograf i Helsingfors under ett års tid och flyttade 1968 till London för att studera till filmare på Regent Street Polytechnic. Hon har arbetat i Storbritannien sedan dess. Hon var medgrundare tillsammans med studiekamrater från Regent Street Polytechnic av Amber-kollektivet, som 1969 flyttade till Newcastle upon Tyne. Hon är fortfarande medlem i Amber.
Hon fotograferade den tidigare arbetarstadsdelen Byker i Newcastle, som till stora delar revs för att en radikal omformning (Byker Wall), ritad av Ralph Erskine, med 2 300 bostäder med cirka 9 500 boende, och numera i Unescos lista över enastående byggnader från 1900-talet och 2007 byggnadsminnesförklarad. Hon publicerade 1983 en bok om det "gamla" Byker och återkom 2009 med en bok om stadsdelen 25 år senare.
Hennes fotografier från Byker tillsammans med Ambers filmer om Byker mellan 1969 och 2009 inkluderades 2011 i den brittiska delen av Unescos Memory of the World Register.